# Munkhätta
Munkhätta (Arum cylindraceum) är en art i familjen kallaväxter och förekommer naturligt i större delen av centrala och södra Europa. Arten är mycket variationsrik vilket lett till många namnförbistringar. Munkhätta odlas ibland som trädgårdsväxt i Sverige.
Munkhättan är en flerårig 2–3 decimeter hög ört med löklik jordstam, pillika blad och en på stängeln terminal blomkolv omgiven av ett gulgrönt hölster.
Hela växten, särskilt den färska roten, innehåller gifter som förstörs vid kokning eller torkning.

## Synonymer och auktorer
- Arum alpinum Schott & Kotschy
- Arum alpinum subsp. danicum (Prime) Terpó
- Arum alpinum subsp. gracile (Unverr.) Terpó
- Arum gracile Unverr.
- Arum intermedium Schur ex Schott
- Arum lucanum Cavara & Grande
- Arum maculatum subsp. alpinum (Schott & Kotschy) K.Richt.
- Arum maculatum subsp. angustatum (Engl.) K.Richt.
- Arum maculatum subsp. danicum Prime
- Arum transsilvanicum Czetz